# (24529) Urbach
(24529) Urbach est un astéroïde de la ceinture principale.

## Description
(24529) Urbach est un astéroïde de la ceinture principale. Il fut découvert le 2 février 2001 à Socorro (Nouveau-Mexique) par le projet LINEAR. Il présente une orbite caractérisée par un demi-grand axe de 2,32 UA, une excentricité de 0,10 et une inclinaison de 6,3° par rapport à l'écliptique.

## Compléments